# خوسيه كاراسكو (لاعب كرة قدم)
خوسيه كاراسكو (بالإسبانية: José Manuel Ruiz Carrasco)‏ هو لاعب كرة قدم إسباني، ولد في 19 ديسمبر 1994 في كاوديتي في إسبانيا. لعب مع نادي ألباسيتي ب ونادي ألباسيتي.

## وصلات خارجية
- خوسيه كاراسكو على موقع قاعدة بيانات كرة القدم.إي يو (الإنجليزية)
- خوسيه كاراسكو على موقع Soccerway.com (الإنجليزية)
- خوسيه كاراسكو على موقع AS.com (الإسبانية)